# Quintus Caecilius Epirota
Quintus Caecilius Epirota (Tusculum, i. e. 1. század – ?) római grammatikus.
Cornelius Gallus barátja és Titus Pomponius Atticus felszabadított rabszolgája volt.  Grammatikai iskolájában  Vergiliusról és Augustus kori költőkről tartott előadásai tették ismertté.
Suetonius így ír róla a „De grammaticis” (A grammatikusokról) című munkájában:
„[16]Q. Caecilius Epirota, Tusculum szülötte, Atticus római lovag felszabadított rabszolgája, akihez Cicero levelei íródtak, amikor pártfogója lányát M. Agrippa menyasszonyát tanította, felnézett rájuk és ezért egy kicsit idegenkedett is, közel állt Cornelius Gallushoz és igen bizalmasok voltak egymáshoz, amit maga Gallus szemére is vetettek az Augustusszal kapcsolatos igen súlyos vádak között. Továbbá Gallus elítélése és halála után iskolát nyitott, de úgy, hogy csak kevés fiatalnak taníthatott, egyik bíborszegélyű tógába öltözöttnek sem, kivéve, ha annak apjától ezt a szolgálatot nem tudta megtagadni. Azt mondják, ő volt az első, aki latinul megvizsgálta és elkezdte kommentálni Vergiliust és más újabb költőket, ezt még Domitius Marsus rövid versecskéje is megörökíti: Epirota, dajkája a gyenge költőknek."